# Eryonicus scharffi
Eryonicus scharffi är en kräftdjursart som beskrevs av Selbie 1914. Eryonicus scharffi ingår i släktet Eryonicus och familjen Polychelidae. Inga underarter finns listade i Catalogue of Life.